# 弩級戰隊HXEROS
《弩級戰隊HXEROS》是北田龍馬（きただりょうま）的日本漫畫作品，於集英社漫畫月刊《Jump Square》2017年6月號至2021年3月號連載，單行本共12集。臺灣由東立出版社代理發售，2020年6月單行本累計銷售135萬本以上。2019年10月宣布製成電視動畫，並於2020年7月播出。

## 故事
外星人規制蟲來到地球從人們奪取H能源企圖借此消滅人類，炎城烈人因為星乃雲母受到規制蟲影響改變個性，他便決定加入戰隊「HXEROS」與4名少女們對抗規制蟲。

## 登場角色

### 地球防衛隊

#### 埼玉支部
炎城烈人／H×E RED（聲：松岡禎丞）
本作的男主角。高中二年級生，生日：7月10日／星座：巨蟹座。
小時候常與雲母一起玩耍，回憶亦常出現與雲母的經歷。自己初戀對象的雲母因規制蟲的原因而封閉了內心，而開始了規制蟲退治。在學校當中有幾個色情的朋友，而雲母亦鄙視色情的男生。自從小時候規制蟲事件後，和雲母不再像之前一樣相熟而逐漸疏遠。雲母對他小時候的稱呼是「小烈」，事件後則改為「炎城」。十分喜歡小時候的雲母，而雲母小時候亦喜歡烈人，經常以色情的事情去挑逗烈人。被茶茶咬後，會進入「肉食模式」，失去理性變成野獸一般，H能量大大提升，就連東京HXEROS戰隊的紫子也不是對手。
將SW型人體強化裝置H×EROS戴在左腕上，戰鬥方式為利用H能源強化力量打擊對手。H能量體檢的H值為123.6MJ。
星乃雲母／H×E YELLOW（聲：加隈亞衣）
本作的女主角。高中二年級生，三圍B88-W60-H82，生日：8月2日／星座：獅子座。
烈人的青梅竹馬和同學，從小就喜歡著他。在小學五年級時受到規制蟲的襲擊後性格大變，厭惡與男性接觸，在學校被稱為“鋼鐵處女”。某天放學的途中又受到規制蟲的襲擊，與烈人一起擊退規制蟲後得知HXEROS的存在。起初因羞恥心而抗拒加入，在得知烈人加入的理由，自己也想要幫助受規制蟲襲擊的人們，因而正式加入HXEROS。
體內的H能量為常人的數十倍。在小學受規制蟲襲擊時，規制蟲因吸收太多H能量而自爆，也是當初性格大變的原因。輕鬆就能破壞宿舍的強化天花板，非常有當HXEROS的潛力。
將H×EROS戴在左腕上，戰鬥方式與烈人相同。H能量體檢的H值為100.2MJ（相當於能在一瞬間融化300公斤重的冰塊的能量）。
黑雲母
雲母遭受蠶蛾蟲的攻擊後產生的幻覺與裏人格，外貌為小學時期的雲母穿著小惡魔的服裝，性格也與小學時期一樣色情。
桃園百花／H×E PINK（聲：矢作紗友里）
高中三年級生。三圍B77-W54-H79。田徑社的主將。
正義感很強，講關西腔的活潑女孩。在埼玉支部是最年長的隊員，對於其他隊員來說是大姐般的存在。
加入HXEROS前因為凡事都輸給姐姐而自卑，受到庵野丈的邀請，心想終於找到能勝過姐姐的東西而加入HXEROS。因為是貧乳，經常用各式的美容方法來豐胸，但都沒什麼效果。對烈人似乎有好感。
將H×EROS戴在左腿上，戰鬥方式為踢擊，必殺技「狂亂牡丹」、「松葉崩」。H能量體檢的H值為52MJ。
白雪舞姬／H×E WHITE（聲：茅野愛衣）
早乙女女子學園高中生。三圍B92-W62-H90。
性格文靜乖巧，但是個冒失娘。身體很敏感，容易發出嬌喘聲。很照顧倫巴，但也經常被倫巴襲擊。與同學校的保谷千夜是兒時玩伴。茶茶稱呼為「小姬姬」。
將H×EROS繫在脖子上，戰鬥方式為音波攻擊，必殺技「拉瑪澤砲」、「脈衝回音砲」。H能量體檢的H值為30.2→40.5MJ（相當於10公斤TNT火藥爆炸的能量）。
天空寺宙／H×E BLUE（聲：桑原由氣）
埼玉支部中年紀最小的國中生。三圍B86-W52-H78，生日：9月20日／星座：處女座。
興趣是畫H漫畫，並從中累積H能源。原本因為羞恥而隱瞞，受到雲母稱讚後獲得自信。負責設計「XERO服裝」。
偶爾會因睡迷糊而鑽進烈人的被窩。有時候會對HERO感到熱血並無法自拔。茶茶稱呼為「小宙宙」。
跟烈人的妹妹緋色同班。起初因對三次元沒有興趣，甚至沒記住班上同學的臉，對緋色是烈人的妹妹這件事感到驚訝。之後與緋色結交為朋友。
將H×EROS作為項鍊，戰鬥方式為將H能源化為翅膀射擊光線，必殺技「天空的閃光」、「天空的月光」。H能量體檢的H值為62.5MJ。
庵野丈（聲：三木真一郎）
烈人的叔父，地球防衛隊埼玉支部HERO課課長。讓烈人幫助自己進行規制蟲退治。
規制蟲女王擬態成人類並當選知事後，因「未成年公然猥褻罪」嫌疑而遭逮捕。隨著女王被打敗後也被釋放。
茶茶（聲：大森日雅）
規制蟲女王的第一子，是規制蟲的王女。然而是「千年才誕生一個的禁忌之子」，體質完全與其他規制蟲相反的突變種，外型也與人類相近。雙手都被毛髮覆蓋，手掌上有肉球，耳朵為貓耳狀。
有能讓人類身體變得敏感及增加H能源的能力，只要肌膚接觸其體液（唾液、汗水）就會發揮作用。被咬的人會進入「肉食狀態」，失去理智並暴走。除此之外還有能變身成人類、動物或衣服的擬態，及與對象同步感覺的能力。
因為受其他規制蟲厭惡而被囚禁在巢穴深處，受烈人與雲母的幫助獲得自由後加入HXEROS對抗規制蟲。
倫巴魯塞姆三世／倫巴（聲：岸尾大輔）
宿舍裡養的狗，犬種是可蒙犬。經常鑽進舞姬的胸部裡。
佐渡島睦美
為烈人等人做H能量體檢的女性，是庵野丈的部下。雖然不認可弩級戰隊，但還是承認戰隊保衛和平的事實。在調查肉食模式時變成烈人的獵物。
真朱紗枝
與佐渡島同為測量H值的女性，是庵野丈的部下。一樣成為烈人肉食模式下的獵物。

#### 東京支部
叢雨紫子（聲：Lynn）
褐色肌膚的辣妹女高中生。給別人不良少女的印象，但內在是普通的女孩子。罹患有多感症，全身都是敏感帶，嚴重到無法上學。為了壓抑症狀而戴上H×EROS並成為HXEROS，但副作用是身體感知變的非常遲鈍。
原把埼玉支部當作競爭對手，在爭奪茶茶時與烈人進行「XERO遊戲」（看誰先釋放出H能源就輸），敗於肉食模式的烈人後態度轉為友好。戀慕烈人，並時常會替他做便當。
將H×EROS戴在右眼上，平時以眼罩遮住，戰鬥方式為強化身體進行攻擊。H值測量為74.5MJ。
若草萌萎（聲：高森奈津美）
與紫子一起行動的少女。與百花是國中同學，因為考上私立高中而搬去東京。口齒不清，時常戴著口罩。稱呼百花為「阿百」
將H×EROS繫在左側馬尾，戰鬥方式不明。H值測量為51.7MJ。
銀杏木與那（聲：高田憂希）
東京支部實質上的領導。有著及腰的長髮並帶著眼鏡。H能量的來源為「背德感」。
將H×EROS繫在髮帶上，戰鬥方式不明。H值測量為47MJ。
大河橙馬（聲：大橋彩香）
東京支部唯一的男性隊員，容貌與氣質都像女性。H能量的來源為「從第三者視角觀看H能源」。因為乳頭比平常人大而感到羞恥，在入浴時也用浴巾包住身體。對自己的容貌與性格抱有複雜的情感，非常崇拜同為HXEROS的烈人並稱之為「師父」。
將H×EROS圍在腰上，戰鬥方式為發射H能量炮。H值測量為39.5MJ。

### 其他
伊達（聲：白石兼斗）
烈人的朋友。跟烈人、雲母是小學同學。
鳥越（聲：井上雄貴）
烈人的朋友。
朝名夕奈（聲：山田麻莉奈）
雲母的朋友。
伊藤陽香（聲：戶田惠）
跟烈人、雲母是小學同學。
保谷千夜（聲：古賀葵）
舞姬的兒時玩伴，在早乙女女子學院中是有如王子般的存在，非常受同學們的歡迎，頭腦與運動神經也都很出色。是最關心舞姬的人。
炎城緋色（聲：陶山惠實里）
烈人的妹妹，與宙是同班同學。
星乃麻衣香
雲母的母親。
桃園園花
百花的姐姐，職業是模特兒。容貌漂亮，文武雙全，在各個方面都比百花優秀。
美喵琳（聲：三宅麻理惠）
在第一話出現的歌手。

## 出版書籍
| 集數 | 集英社        | 集英社                                                  | 東立出版社     | 東立出版社             |
| 集數 | 發售日期      | ISBN                                                    | 發售日期       | ISBN                   |
| ---- | ------------- | ------------------------------------------------------- | -------------- | ---------------------- |
| 1    | 2017年9月4日  | ISBN 978-4-08-881247-2                                  | 2018年12月21日 | ISBN 978-957-26-1362-7 |
| 2    | 2017年12月4日 | ISBN 978-4-08-881296-0                                  | 2019年9月27日  | ISBN 978-957-26-1363-4 |
| 3    | 2018年3月2日  | ISBN 978-4-08-881366-0                                  | 2020年7月9日   | ISBN 978-957-26-1364-1 |
| 4    | 2018年7月4日  | ISBN 978-4-08-881519-0                                  | 2020年8月17日  | ISBN 978-957-26-1654-3 |
| 5    | 2018年11月2日 | ISBN 978-4-08-881631-9                                  | 2022年12月30日 | ISBN 978-957-26-2186-8 |
| 6    | 2019年3月4日  | ISBN 978-4-08-881774-3                                  |                |                        |
| 7    | 2019年7月4日  | ISBN 978-4-08-881893-1                                  |                |                        |
| 8    | 2019年11月1日 | ISBN 978-4-08-882112-2 ISBN 978-4-08-882156-6（特裝版） |                |                        |
| 9    | 2020年3月4日  | ISBN 978-4-08-882234-1                                  |                |                        |
| 10   | 2020年7月3日  | ISBN 978-4-08-882358-4                                  |                |                        |
| 11   | 2020年11月4日 | ISBN 978-4-08-882480-2 ISBN 978-4-08-908393-2（限定版） |                |                        |
| 12   | 2021年3月4日  | ISBN 978-4-08-882588-5 ISBN 978-4-08-908394-9（限定版） |                |                        |

## 電視動畫
2019年10月公開製作電視動畫版，並於2020年7月播出。旁白由小山力也擔任。含普通版和網路限定的「H 能量解放版」（Hネルギー解放版）兩個版本。

### 製作人員
- 原作：北田龍馬
- 監督、系列構成：神保昌登
- 人物設計：山本亮友
- 道具設計：山本月穗（第2－3話）、廣富麻由（第4話－）
- 服装設計：廣富麻由（第2－3話）、山本月穂（第4話－）
- 規制蟲設計：渡邊奏
- 美術監督：益田健太
- 美術設定：平良亞似子、小木齊之、中島美佳
- CG監督：濱村敏郎
- 色彩設計：鈴木陽子
- 攝影監督：葉山大輝
- 編集：近藤勇二
- 音響監督：土屋雅紀
- 音響製作：STUDIO MAUSU
- 音樂：吟
- 音樂製作人：山內真治
- 音樂製作：Aniplex
- 首席製片人：三宅將典、稗田晉（第2－4話）→藤尾明史（第5話）
- 監製：神宮司學、倉島真由實
- プロデュース：里見哲朗
- 動畫製作人：糀谷智司
- 動畫製作：project No.9
- 製作：弩級戰隊HXEROS製作委員會[註 1]

### 主題曲
片頭曲「Wake Up H×ERO! feat.炎城烈人」
作詞、作曲：熊谷和海，編曲：熊谷和海、井上薰，主唱：HXEROS SYNDROMES  feat.炎城烈人（松岡禎丞）
第1話用作片尾曲使用。
片尾曲「Lost emotion」
作詞、作曲、編曲：吟，主唱：星乃雲母（加隈亞衣）

### 各話列表
| 話數    | 日文標題 | 中文標題                                       | 劇本            | 分鏡     | 演出       | 作畫監督                                                                                     | 總作畫監督                        | 改编自原作         |
| ------- | -------- | ---------------------------------------------- | --------------- | -------- | ---------- | -------------------------------------------------------------------------------------------- | --------------------------------- | ------------------ |
| 第01話  |          | 在這光明普照的世界                             | 神保昌登        | 神保昌登 | 神保昌登   | 廣富麻由、齊藤和也 清水勝祐、中島美子 STUDIO MASSKET                                         | 山本亮友                          | 第1話              |
| 第02話  |          | HXEROS集結                                     | 神保昌登        | 堀内勇冶 | 堀内勇冶   | 重松晉一、早乙女啓 清水勝祐、宮澤努 中島美子                                                 | 宮澤努                            | 第2話              |
| 第03話  |          | 蝴蝶效應                                       | 神保昌登        | 新谷研人 | 丸山由太   | 南伸一郎、今里佳子 PN.海塚敏、廣富麻由 早乙女啓、宮曉秀 櫻井拓郎、森出剛                     | 古川博之                          | 第3－5話           |
| 第04話  |          | 白雪公主與宇宙的顏色                           | 神保昌登        | 今井正一 | 今井正一   | 櫻井木之實、李良鵬 飯村真一                                                                  | 宮澤努                            | 第6、7話           |
| 第05話  |          | HXEROS·RISING                                  | 神保昌登        | 平田貴大 | 平田貴大   | 清水勝祐、幡野雄亮 早乙女啓、櫻井拓郎 大木賢一、STUDIO MASSKET                               | 山本亮友                          | 第8話              |
| 第06話  |          | 新的同居人(?)                                  | 神保昌登        | 高村雄太 | 高村雄太   | 宮曉秀、今里佳子 中島美子、宮澤努 早乙女啓、4tune STUDIO MASSKET                             | 宮澤努 山本亮友                   | 第9、13話          |
| 第07話  |          | 零和遊戲                                       | 神保昌登        | 高木啓明 | 高木啓明   | 高木啓明、高橋渚 宇佐美翔平、櫻井拓郎 柳瀨讓二、廣富麻由                                     | 古川博之                          | 第14、15話         |
| 第7.5話 |          | HXEROS報告                                     | 神保昌登 杉澤悟 | -        | -          | -                                                                                            | -                                 | 總集篇             |
| 第08話  |          | H能量☆怪獸                                     | 杉澤悟          | 今井正一 | 今井正一   | 櫻井木之實、花輪美幸 南伸一郎、奥野浩行                                                      | 山本亮友 宮澤努                   | 第16、19話         |
| 第09話  |          | 肌金海岸開放                                   | 神保昌登        | 平田貴大 | 平田貴大   | 高橋渚、大木賢一 宇佐美翔平、櫻井拓郎 廣富麻由、清水勝祐                                     | 小林明美                          | 第21、22話         |
| 第10話  |          | 兩個雲母                                       | 神保昌登        | 新谷研人 | 神原敏明   | 高橋渚、幡野雄亮 宇佐美翔平、中島美子 今里佳子、早乙女啓 STUDIO MASSKET                      | 山本亮友 古川博之 小林明美        | 第22、23話         |
| 第11話  |          | 再見了，HXEROS                                 | 神保昌登        | 渡部高志 | 丸山由太   | 櫻井木之實、花輪美幸 奥野浩行、Tang Yuan Jie Chen Liang、STUDIO MASSKET                      | 宮澤努 古川博之                   | 第25、26話         |
| 第12話  |          | 決戰！HXEROS                                   | 神保昌登        | 阿部雄一 | 阿部雄一   | 宇佐美翔平、清水勝祐 今里佳子、中島美子 櫻井拓郎、早乙女啓 廣富麻由、大木賢一 STUDIO MASSKET | 山本亮友 古川博之 小林明美 宮澤努 | 第27、28話         |
| OVA1    |          | 兩人的口是心非天空寺宙的日常人類全體HERO化計畫 | 神保昌登        | 堀内勇冶 | 糸賀慎太郎 | 河原久美子、早乙女啓 迎千葉瑠、森谷春樹 平野翔、渡邊一平太 STUDIO MASSKET                    | 山本亮友 古川博之 宮澤努          | 第20話第12話第24話 |
| OVA2    |          | XERO戰服・改                                   | 神保昌登 藤木薰 | 藤木薰   | 藤木薰     | 劉雲留、櫻井拓郎 早乙女啓                                                                    | 古川博之 山本月穗 胡峰成 李少雷   | 第18話             |

### 播放平台
| 播放日期              | 播放時間（UTC+9）       | 播放電視台 | 播放地區 | 備註                                 |
| --------------------- | ----------------------- | ---------- | -------- | ------------------------------------ |
| 2020年7月4日－9月26日 | 星期六 0時00分－0時30分 | TOKYO MX   | 東京都   | 製作参加                             |
|                       |                         | BS11       | 日本全國 | 製作参加 / BS放送 / 『ANIME+』枠     |
|                       |                         | 栃木電視台 | 栃木縣   |                                      |
|                       |                         | 群馬電視台 | 群馬縣   |                                      |
|                       |                         | AT-X       | 日本全國 | 製作参加 / CS放送 / リピート放送あり |
| 2020年7月5日－9月27日 | 星期日 3時38分－4時08分 | 每日放送   | 近畿地區 | 『Anime Shower』第4部                |
| 2020年7月7日－9月29日 | 星期二 3時05分－3時35分 | 愛知電視台 | 愛知縣   |                                      |

### BD&DVD
| 卷數 | 發售日期       | 收錄話數       | 規格編號      | 規格編號      |
| 卷數 | 發售日期       | 收錄話數       | BD限定版      | DVD限定版     |
| ---- | -------------- | -------------- | ------------- | ------------- |
| 1    | 2020年9月16日  | 第1話、第2話   | ANZX-13121/2  | ANZB-13121/2  |
| 2    | 2020年10月28日 | 第3話、第4話   | ANZX-13123/4  | ANZB-13123/4  |
| 3    | 2020年11月25日 | 第5話、第6話   | ANZX-13125/6  | ANZB-13125/6  |
| 4    | 2020年12月23日 | 第7話、第8話   | ANZX-13127/8  | ANZB-13127/8  |
| 5    | 2021年1月27日  | 第9話、第10話  | ANZX-13129/30 | ANZB-13129/30 |
| 6    | 2021年2月24日  | 第11話、第12話 | ANZX-13131/2  | ANZB-13131/2  |

### 網路廣播
2020年7月至10月，網路廣播以《-NEWS- 弩級戰隊HXEROS》在音泉於每週星期五發佈。主持人是飾演星乃雲母的加隈亞衣。

## 外部連結
- 官方介紹頁 （页面存档备份，存于）（日語）
- 電視動畫官方網站 （页面存档备份，存于）（日語）
- 官方網站的X（前Twitter）（日語）